# Multititerplaat

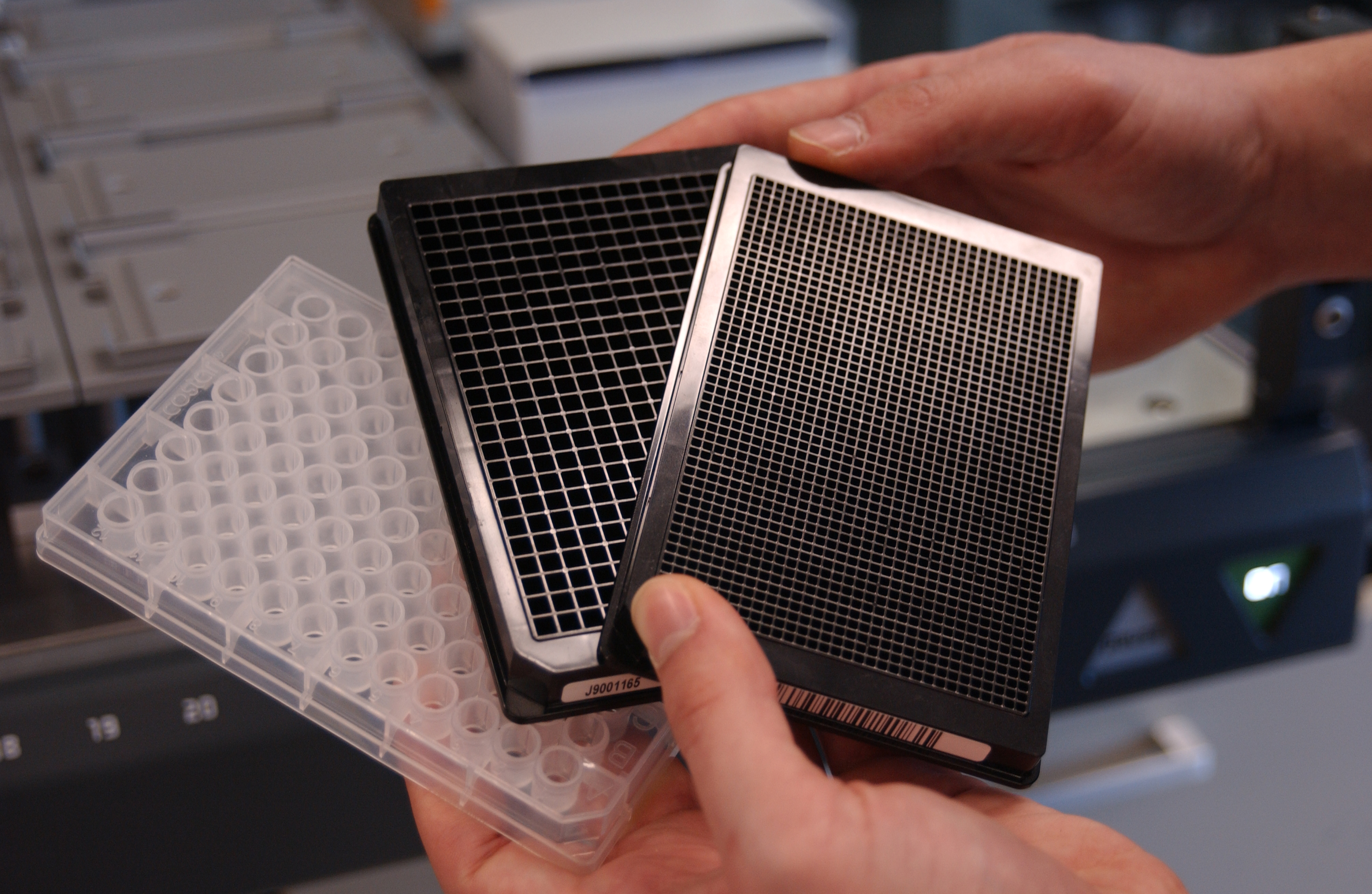
Microtiterplaten met 96, 384 en 1536 welletjes

Een microtiterplaat of microplaat  is een recipiënt met meerdere kleine ruimten waarin reagentia kunnen worden gemengd of bewaard. Een standaardformaat bevat 96 welletjes (8 rijen bij 12 kolommen), maar er bestaan ook platen met bijvoorbeeld 384 welletjes. Microtiterplaten worden veel gebruikt in laboratoriumonderzoek. Ze worden veelal vervaardigd van polystyreen.
Bij het uitvoeren van een ELISA wordt een multititerplaat gebruikt met een speciale kunststoffen bodem die antilichamen of antigenen kan binden. Voor celkweek en spectrofotometrische detectie van bijvoorbeeld een ELISA-kleurreactie, worden vaak transparante multititerplaten gebruikt. Voor chemilumnescente detectie worden dan weer zwarte ondoorschijnende platen gebruikt.
Voor een standaard 96-welplaat kan ieder welletje ongeveer 1–300 microliter vloeistof bevatten. Microplaten kunnen worden ingevroren, verwarmd of geseald, en bestaan in varianten met filters voor toepassingen zoals filtratie, opslag, celkweek, en detectie van antimicrobiële activiteit. Er zijn geautomatiseerde systemen ontwikkeld voor het hanteren van microplaten: zoals vloeistofhandlingsrobots, wasstations en plaatlezers. 